# Panajot Pano
Panajot Pano (Durrës, 1939. március 7. – Jacksonville, Florida, USA, 2010. január 19.) válogatott albán labdarúgó, csatár, edző. Kétszeres albán bajnoki gólkirály (1961, 1969–70).

## Pályafutása

### Klubcsapatban
1954-ben kapusként kezdett el sportolni a 17 Nëntori korosztályos csapatában és csak később váltott csatár posztra. 1957 és 1960 között a 17 Nëntori, 1960 és 1975 között a Partizani Tirana labdarúgója volt, ahol négy albán bajnoki címet és hat kupagyőzelmet ért el a csapattal. Az 1961-es és az 1969–70-es idényben 17–17 góllal albán bajnoki gólkirály volt. 1960-ban az év albán sportolójának választották.

### A válogatottban
1963 és 1973 között 28 alkalommal szerepelt az albán válogatottban és négy gólt szerzett. 1963. június 2-án Tiranában debütált egy Bulgára elleni olimpiai selejtező-mérkőzésen, ahol 1–0-s bolgár győzelem született. Tíz alkalommal volt a válogatott csapatkapitánya. Utoljára hazai pályán szerepelt a válogatott csapatban Kína ellen, ahol 1–1-s döntetlen született és az albán csapat gólját Pano szerezte a 67. percben.

### Edzőként
1975 és 1981 között az albán U21-es válogatott, később a Partizani Tirana ifjúsági csapatának edzőjeként dolgozott.

## Magánélete
Durrësben született Panajótisz Thomász Pánu néven (görögül: Παναγιώτης Θωμάς Πάνου) görög szülők gyermekeként, akik Lefterhoriból származtak. Fia Ledio Pano (1968–) válogatott albán labdarúgó. 2010. január 19-én a floridai Jacksonville-ben hunyt el szívinfarktus következtében.

## Emlékezete
2011-ben Kujtim Gjonaj rendező a Magjia Pano című dokumentumfilmben eleveníti fel Pano életét fényképek, újsághírek és kortársai visszaemlékezései segítségével.

## Sikerei, díjai
- az év albán sportolója (1960)
- UEFA Jubilee 52 Golden Players (2004)[10]
- A munka nagymestere (Mjeshtër i Madh i Punës, 2005)
- A nemzet tisztelete kitüntetés (Dekorata "Nderi i Kombit", 2009)

 Partizani Tirana
- Albán bajnokság
  - bajnok (4): 1961, 1962–63, 1963–64, 1970–71[11]
  - gólkirály (2): 1961 (17 gól), 1969–70 (17 gól)
- Albán kupa
  - győztes (6): 1961, 1964, 1966, 1968, 1970, 1973

## Statisztika

### Mérkőzései az albán válogatottban
| Albánia | Albánia            | Albánia                          | Albánia        | Albánia  | Albánia       | Albánia            | Albánia | Albánia        |
| #       | Dátum              | Helyszín                         | Hazai          | Eredmény | Vendég        | Kiírás             | Gólok   | Esemény        |
| ------- | ------------------ | -------------------------------- | -------------- | -------- | ------------- | ------------------ | ------- | -------------- |
| 1.      | 1963. június 2.    | Tirana, Qemal Stafa Stadion      | Albánia        | 0 – 1    | Bulgária      | olimpiai selejtező | -       |                |
| 2.      | 1963. június 16.   | Szófia, Levszki Stadion          | Bulgária       | 1 – 0    | Albánia       | olimpiai selejtező | -       |                |
| 3.      | 1963. június 29.   | Koppenhága, Idrætsparken Stadion | Dánia          | 4 – 0    | Albánia       | NEK-selejtező      | -       |                |
| 4.      | 1963. október 30.  | Tirana, Qemal Stafa Stadion      | Albánia        | 1 – 0    | Dánia         | NEK-selejtező      | 1       | 3'             |
| 5.      | 1964. május 24.    | Rotterdam, Feijenoord Stadion    | Hollandia      | 2 – 0    | Albánia       | vb-selejtező       | -       |                |
| 6.      | 1964. október 11.  | Tirana, Qemal Stafa Stadion      | Albánia        | 1 – 1    | Algéria       | barátságos         | -       |                |
| 7.      | 1964. október 25.  | Tirana, Qemal Stafa Stadion      | Albánia        | 0 – 2    | Hollandia     | vb-selejtező       | -       |                |
| 8.      | 1965. április 11.  | Tirana, Qemal Stafa Stadion      | Albánia        | 0 – 2    | Svájc         | vb-selejtező       | -       |                |
| 9.      | 1965. május 2.     | Genf, Charmilles stadion         | Svájc          | 1 – 0    | Albánia       | vb-selejtező       | -       |                |
| 10.     | 1965. május 7.     | Belfast, Windsor Park            | Észak-Írország | 4 – 1    | Albánia       | vb-selejtező       | -       |                |
| 11.     | 1967. április 8.   | Dortmund, Rote Erde Stadion      | NSZK           | 6 – 0    | Albánia       | Eb-selejtező       | -       |                |
| 12.     | 1967. május 14.    | Tirana, Qemal Stafa Stadion      | Albánia        | 0 – 2    | Jugoszlávia   | Eb-selejtező       | -       |                |
| 13.     | 1967. november 12. | Belgrád, JNA Stadion             | Jugoszlávia    | 4 – 0    | Albánia       | Eb-selejtező       | -       |                |
| 14.     | 1967. december 17. | Tirana, Qemal Stafa Stadion      | Albánia        | 0 – 0    | NSZK          | Eb-selejtező       | -       |                |
| 15.     | 1970. október 14.  | Chorzów, Śląski Stadion          | Lengyelország  | 3 – 0    | Albánia       | Eb-selejtező       | -       |                |
| 16.     | 1970. december 13. | Isztambul, Mithat Paşa Stadion   | Törökország    | 2 – 1    | Albánia       | Eb-selejtező       | -       | Csapatkapitány |
| 17.     | 1971. február 17.  | Tirana, Qemal Stafa Stadion      | Albánia        | 0 – 1    | NSZK          | Eb-selejtező       | -       | Csapatkapitány |
| 18.     | 1971. április 18.  | Bukarest, Köztársasági stadion   | Románia        | 2 – 1    | Albánia       | olimpiai selejtező | -       |                |
| 19.     | 1971. május 12.    | Tirana, Qemal Stafa Stadion      | Albánia        | 1 – 1    | Lengyelország | Eb-selejtező       | -       | Csapatkapitány |
| 20.     | 1971. május 26.    | Tirana, Qemal Stafa Stadion      | Albánia        | 1 – 2    | Románia       | olimpiai selejtező | 1       | 29'            |
| 21.     | 1971. június 12.   | Karlsruhe, Wildparkstadion       | NSZK           | 2 – 0    | Albánia       | Eb-selejtező       | -       | Csapatkapitány |
| 22.     | 1971. november 14. | Tirana, Qemal Stafa Stadion      | Albánia        | 3 – 0    | Törökország   | Eb-selejtező       | 1       | 50'            |
| 23.     | 1972. június 21.   | Helsinki, Olimpiai Stadion       | Finnország     | 1 – 0    | Albánia       | vb-selejtező       | -       | Csapatkapitány |
| 24.     | 1972. október 29.  | Bukarest, Augusztus 23. Stadion  | Románia        | 2 – 0    | Albánia       | vb-selejtező       | -       | Csapatkapitány |
| 25.     | 1973. április 7.   | Magdeburg, Ernst Grube Stadion   | NDK            | 2 – 0    | Albánia       | vb-selejtező       | -       | Csapatkapitány |
| 26.     | 1973. május 6.     | Tirana, Qemal Stafa Stadion      | Albánia        | 1 – 4    | Románia       | vb-selejtező       | -       | Csapatkapitány |
| 27.     | 1973. november 3.  | Tirana, Qemal Stafa Stadion      | Albánia        | 1 – 4    | NDK           | vb-selejtező       | -       | Csapatkapitány |
| 28.     | 1973. november 8.  | Tirana, Qemal Stafa Stadion      | Albánia        | 1 – 1    | Kína          | barátságos         | 1       | 67'            |
|         | Összesen           |                                  |                | 28       | mérkőzés      |                    | 4       | gól            |